# Lo scugnizzo di Napoli
Lo scugnizzo di Napoli (in russo Мальчик из Неаполя?, Mal'chik iz Neapolya) è un cortometraggio d'animazione del 1958 diretto da Ivan Aksenchuk.
Film sovietico prodotto dallo studio Sojuzmul'tfil'm di Mosca, ha per protagonista Ciccio, personaggio delle prime fiabe e poesie per bambini di Gianni Rodari.

## Trama
L'orfano napoletano Ciccio, aiuta la Fata Turchina a riparare il globo magico e a donarlo ai bambini, nonostante gli ostacoli causati dalla strega.

## Distribuzione
La pellicola uscì nei cinema sovietici nel 1958. In Italia venne distribuito nelle sale nel 1978 dalla Edis Telecine con il titolo Lo scugnizzo di Napoli, in coda al film La regina delle nevi e in seguito a Joe Bum Bum, un viaggio nell'alveare. Dopo la prima uscita, venne redistribuito ridotto a 8 minuti con il titolo Il gatto con gli stivali contro la strega e con un altro doppiaggio. Nel 2005 venne nuovamente ridoppiato per la trasmissione su Rai 3 all'interno della serie americana Fiabe da terre lontane, con il titolo Il bambino di Napoli. L'episodio è stato pubblicato da Avo Film nel DVD di Il bosco stregato assieme a Il signore del cielo, nella collana Le fiabe del cuore.